# Leilei Tian
Leilei Tian, född 1971 i Kina, är en kompositör. Hennes verk har nått internationell spridning och framförs förutom runt om i Europa även i Amerika och Asien.
Leilei Tian är utbildad i Peking och för Ole Lützow-Holm i Göteborg och nu verksam i Paris och Rom
Leilei Tian har fått många utmärkelser, som i Besançon (för orkesterverk, år 2000), Citta' di Udine (samtida musik, år 2002), i Bourges (för elektronmusik, år 2005) och Järnåkerstipendiet (kammarmusik, år 2013).
Som Rompristagare, utsedd av Franska akademien, tilldelades hon en vistelse i Villa Medici 2012–13.
Leilei Tian invaldes i Föreningen svenska tonsättare år 2003.

## Verk

### Orkesterverk
- Peace för symfoniorkester (1993)
- Ruining för symfoniorkester (1995)
- Zhan Zidu (”The punishment of Zidu”) för stråkorkester (1998)
- Sâdhana för symfoniorkester (2000)
- wwww-M för saxofonkvartett och orkester (2004)
- Dance in Five för orkester (2007)
- Burning Rose för kammarorkester om 17 instrument (2007)
- Xiu III för symfonisk blåsorkester (2007)
- Jubilee, Jubilate för trombon, slagverk och stråkorkester (2007)
- Open Secret för sopransaxofon och kinesisk orkester (2009)

### Kammarmusik
- Pianosonat (1989)
- Variation för piano (1990)
- Violinsonat (1991)
- Huan Qi för stråkkvartett (1992)
- Wang Yue (”Looking at the Mountain Yue”) för 9 instrument (1994)
- Dyeing för violin, valthorn och celesta (1997)
- Melting för gitarr och vibrafon (1998)
- To Beijing Opera för sopran, cello, slagverk och dator (1998)
- Wu för flöjt, klarinett, slagverk, piano, violin, viola och cello (1999)
- Out of the Temple för 14 instrument (1999)
- Xiu I för 9 instrument (2001)
- Yinyun för blockflöjtskvartett (2001)
- Moult för flöjt och cello (2002)
- Xiu II för 15 instrument (altsax, tenorsax, elgitarr, elbas, piano och stråkar) (2004)
- Ensemble intégrales för flöjt, saxofon, piano, violin och kontrabas (2005)
- Paradisiers för 13 instrument och elektronik (2005)
- Soupir Rosâtre för stråkkvartett (2005)
- From Amen to Amen för trombon och slagverk (2006)
- Autre för flöjt, oboe, klarinett, slagverk, gitarr, harpa, piano, violin, viola, cello och kontrabas (2006)
- Roaring in the Clouds för trombon och slagverk (2006)
- In Our Image, in Our Likeness för violin och blockflöjt (2007)
- Jardin demain för flöjt, fagott, piano, 2 slagverkare och cello (2009)
- Exquisite Cadaver för 5 instrument (2010)
- La Caverne des Idées för saxofonkvartett (2010)
- The Hymn of the Pearl för basflöjt, basklarinett, piano, violin, cello och tape (2011)
- Where Everything is Music för flöjt, violin, cello och piano (2011)
- Arbre de Khamsa för stråkkvartett (2011)
- Le discours d’une larme perdue för gitarr och erhu (2012)
- Let Us Create Man för saxofon och piano (2013)
- Il tunnel dell’ amore för flöjt, oboe, klarinett, barytonsax, slagverk, piano, violin, viola, cello och kontrabas (2013)

### Vokalmusik
- Lyrical Songs för sopran och piano (1988)
- Jio Quanzi I (”La fontaine du vin”) för 2 sopraner, mezzosopran, violin och viola (2000)
- Water Sleeve för 8 blandade röster a cappella (2001)
- Jio Quanzi II för 6 kvinnoröster a cappella (2004)

### Elektroakustisk musik
- Kitchen, elektroakustisk musik (1999)
- Beyond, elektroakustisk musik (2001)
- Illusion réelle för tenorsaxofon och elektronik (2003)
- Om för valthorn och elektronik (2012)

### Intermediaverk
- Moult för flöjt, cello och två dansare (2002)
- Xiu II för 15 instrument och dans (2004)
- Paradoxe Céleste för flöjt, sopran, fågelvisselpipor, slagverk och video (2007/08)
- Mukti, Mukta för sopran, cello, slagverk, elektronik och video (2010)